# Ejury Károly (főügyész)
Szunyogdi ifjabb Ejury Károly (Pozsony, 1837. október 2. – Pozsony, 1913. április 9.) uradalmi főügyész.

## Élete
Ejury Károly ügyvéd és Scultéty Mária gyermekeként született. A pozsonyi jogakadémiát 1857-ben végezte és jogi tanulmányait a bécsi egyetemen fejezte be; elméleti államvizsgát 1858. július 31-én tett. Ezután Apponyi György országbíró a királyi táblához ideiglenes fogalmazóvá nevezte ki. 1861-ben ügyvédi és váltóügyvédi vizsgát tett és gyakorló ügyvédnek Pozsonyban telepedett le, ahol Pálffy Daun Lipót gróf stomfai uradalmának alügyésze lett és 1891. szeptember 1-ig Károlyi Alajos gróf családját is szolgálta. 1869-ben egyszersmind Pozsony városánál elfogadta a tiszteletbeli közvádlói hivatalt; 1870-ben Pozsony város tiszti főügyészévé választották meg; e hivataláról 1887 december elején lemondott. 
1884. november 2-án ő felsége a köztisztviselői pályán és a közügyek terén szerzett érdemeiért szunyogdi előnévvel neki és utódainak nemességet adományozott.
Cikkei közül említendő: Orvoslandó állapotok (Nyugatmagyarországi Hiradó 1891-92.)

## Művei
- Feleletek közérdekű kérdésekre. Pozsony, 1884. (Magyar és német cikkei, melyek a pozsonyi hírlapokban jelentek meg.)
- Szellemi mozaik. Arany elméknek gyöngy gondolatai. Bp., 1897. (II. köt. Pozsony, 1903. III. köt. Uo., 1904.)
- Poésies classiques hongroises (Magyares). Traduites en français par Charles d'Ejury. 2/5. füz. Pozsony, 1904/8.[2]